# Ciparay (Cidolog)
Ciparay is een bestuurslaag in het regentschap Ciamis van de provincie West-Java, Indonesië. Ciparay telt 4212 inwoners (volkstelling 2010).